# Metylfenidat
Metylfenidat är ett centralstimulerande preparat som används vid behandling av adhd och narkolepsi. Ämnet är kemiskt besläktat med amfetamin, men skiljer sig i struktur och farmakologisk profil. Läkemedlet är narkotikaklassat och finns i flera beredningsformer under olika varunamn, bland annat Ritalin och Concerta.

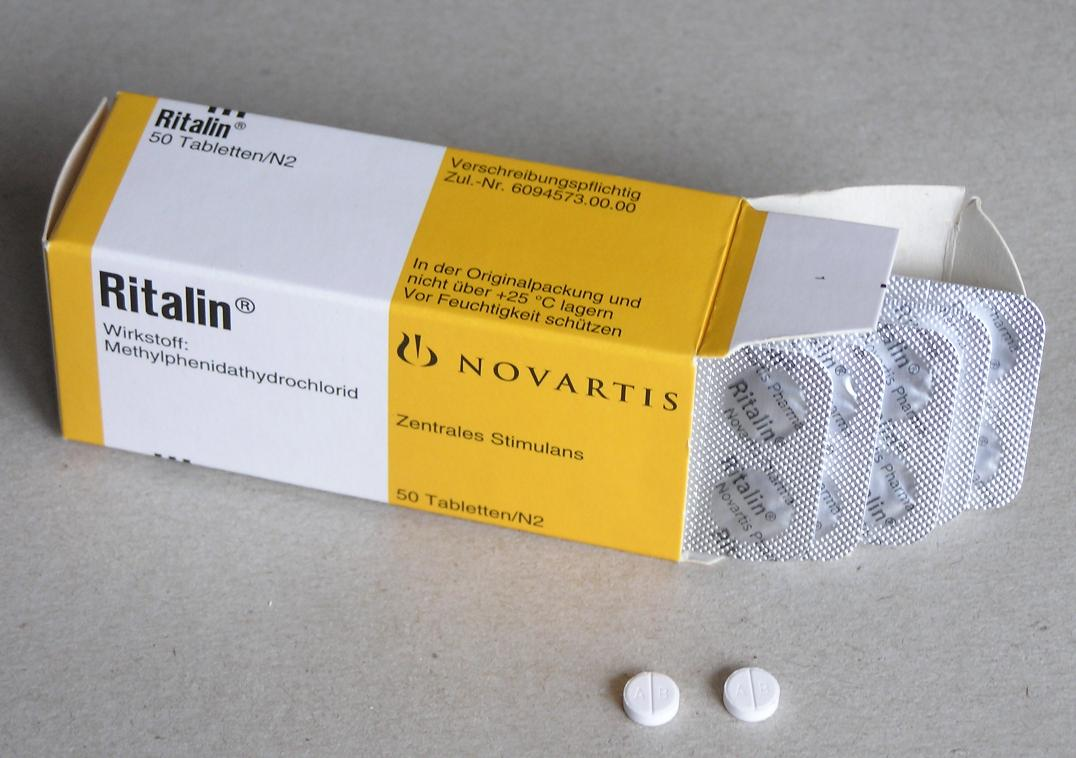
Ritalin som säljs i Tyskland

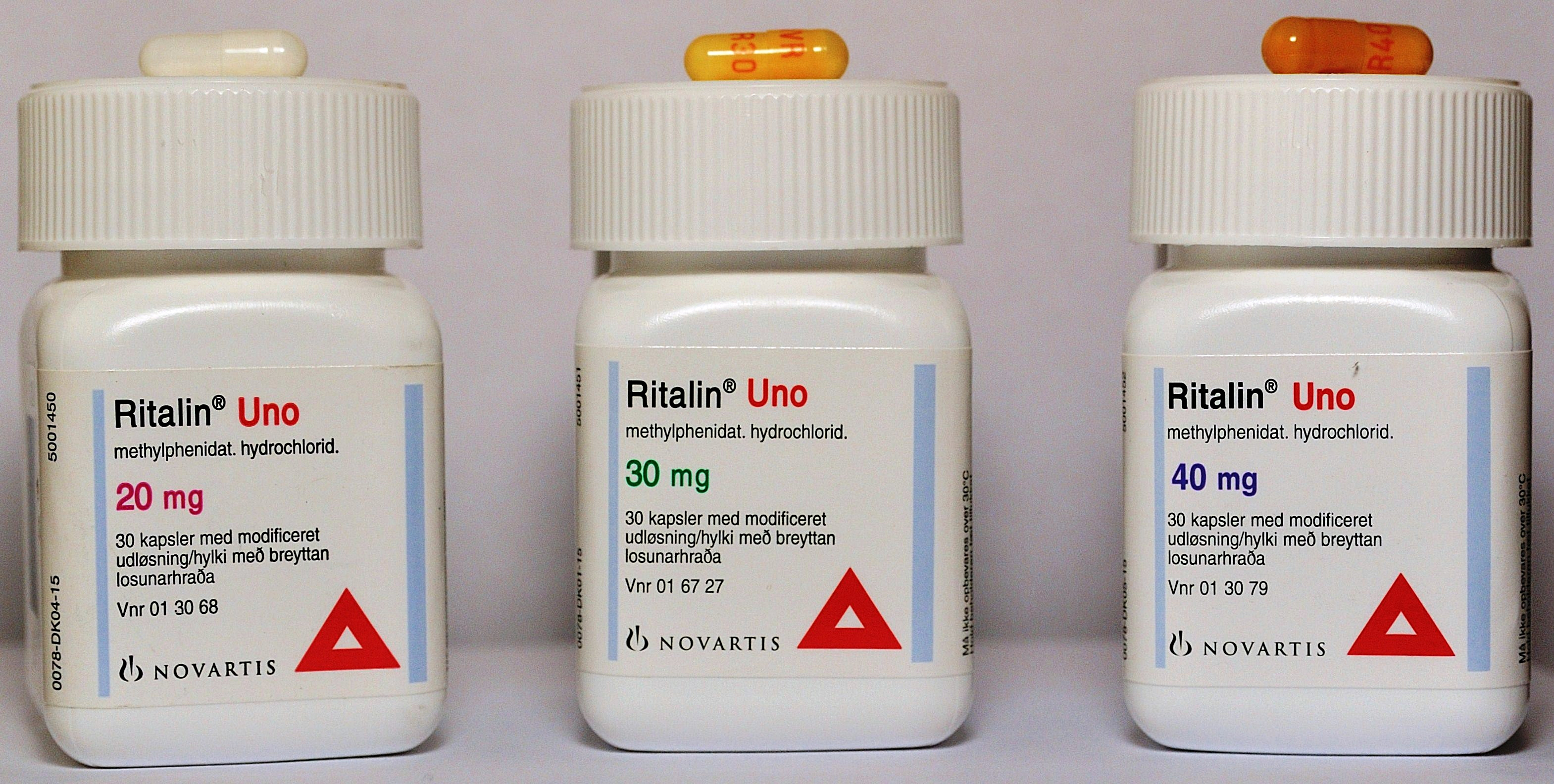
Ritalin Uno depot, sålt i Danmark och producerat av Novartis

## Medicinsk användning
Metylfenidat används främst vid behandling av adhd hos barn och vuxna, samt vid narkolepsi.  
I vissa fall har det även använts vid behandlingsresistent depression och för att påskynda uppvaknande efter generell anestesi, men sådan användning kräver särskilda medicinska bedömningar och starkt källstöd.

## Farmakologi och verkningsmekanism
Metylfenidat blockerar återupptaget av dopamin och noradrenalin i centrala nervsystemet, vilket ökar koncentrationen av dessa signalsubstanser i synapsspalten.  
Effekten minskar impulsivitet och hyperaktivitet samt förbättrar uppmärksamhet och koncentrationsförmåga.

## Biverkningar
Vanliga biverkningar är bland annat huvudvärk, sömnsvårigheter, aptitlöshet, muntorrhet, hjärtklappning och ångest.  
Sällsynta biverkningar kan omfatta hjärtinfarkt, självmordstankar, leversvikt och Raynauds fenomen.  
Metylfenidat är beroendeframkallande och ska förskrivas med försiktighet.

## Historia
År 1954 tog läkemedelsföretaget Ciba patent på metylfenidathydroklorid för behandling av depression, kronisk trötthet, narkolepsi och andra tillstånd.  
I början av 1960-talet rapporterades god effekt hos barn med det som då kallades ”minimal brain dysfunction” (MBD).  
Ciba gick 1996 samman med Sandoz och bildade Novartis, som idag marknadsför Ritalin.  
Metylfenidat var tidigare endast godkänt för barn från sex års ålder, men i juni 2014 godkändes det även för vuxna i Sverige.

## Rättslig status
- Sverige: Förteckning II enligt Läkemedelsverket
- Internationellt: Förteckning P II i 1971 års psykotropkonvention

## Varunamn
I Sverige säljs metylfenidat under namnen Concerta, Ritalin, Equasym Depot, Medanef, Medikinet och Metylfenidat.